# Völker-Schule Osnabrück
Die Völker-Schule Osnabrück ist eine berufsbildende Schule in Osnabrück, die sich in Trägerschaft eines gemeinnützigen Vereins befindet. Neben Berufsausbildungen in Gesundheitswesen und Wirtschaft werden zugewanderte Fachkräfte auf ihre Berufszulassungen in Deutschland vorbereitet.

## Geschichte
Hans Völker sen. gründete 1950 eine private Handelsschule. 1960 wurde mit der Arzthelferinnen-Schule das Bildungsangebot im Gesundheitswesen erweitert. 1972 wurde die Privatschule in einen gemeinnützigen Schulverein umgewandelt. Zwei Jahre später erfolgte der Umzug an den heutigen Standort am Kollegienwall. 1975 übernahm Hans Völker jun. den Vorsitz des Schulvereins und die Schulleitung.
In den folgenden Jahren kamen weitere neue Fachbereiche hinzu, wie 1975 die Fachoberschule Wirtschaft, 1977 die Schule für Pharmazeutisch-technische Assistenz (PTA), 1994 die Physiotherapie-Schule und 1996 die Ergotherapie-Schule. 1990 gründete die Völker-Schule eine Außenstelle für kaufmännische Ausbildung in Magdeburg, die 1998 wieder geschlossen wurde. An der Fachoberschule ist der Erwerb des Fachabiturs möglich.
2002 übernahm Karl Dorenkamp die Schulleitung, 2005 folgte Jürgen Wolf. 2004 kam eine Kooperation mit dem Kanazawa Century College in Japan zustande. 2015 übernahm Burkhard Pölzing die Leitung der Schule und leitete erste Zertifizierungen ein. Zudem wurde die Akademie für Weiterbildung gegründet und es entstanden Kurse zur Berufsanerkennung für zugewanderte Pharmazeuten und Physiotherapeuten. 2022 wurde die Podologie-Schule eröffnet und ein Förderverein zur Unterstützung der Ausbildung gegründet. Außerdem erhielt die PTA-Schule eine Zertifizierung als Bundesleistungszentrum.

## Bildungsangebote
Die Völker-Schule bietet in Trägerschaft des Völker-Schule Osnabrück gemeinnütziger e. V. eine Vielzahl von Ausbildungsgängen an. Alle Ausbildungsangebote sind staatlich anerkannt, wie Pharmazeutisch-technische Assistenz (PTA), Physiotherapie, Ergotherapie, Podologie, Berufsfachschule Wirtschaft, Fachoberschule Wirtschaft, Berufsanerkennungskurse für ausländische Fachkräfte der Pharmazeutisch-technischen Assistenz und der Physiotherapie.